# Gorodkovia
Gorodkovia é um género botânico pertencente à família Brassicaceae.